# Ferula nuratavica
Ferula nuratavica är en flockblommig växtart som beskrevs av Pimenov. Ferula nuratavica ingår i släktet stinkflokesläktet, och familjen flockblommiga växter. Inga underarter finns listade i Catalogue of Life.